# Future Shock (허비 행콕의 음반)
| 전문가 평가                          | 전문가 평가  |
| 평가 점수                            | 평가 점수    |
| 출처                                 | 점수         |
| ------------------------------------ | ------------ |
| AllMusic                             | [ 1 ]        |
| PopMatters                           | [ 2 ]        |
| Robert Christgau                     | B+           |
| Rolling Stone                        | [ 4 ]        |
| People                               | (favourable) |
| The Rolling Stone Jazz Record Guide  | [ 6 ]        |
| The Penguin Guide to Jazz Recordings | [ 7 ]        |

《Future Shock》는 1983년 8월, 컬럼비아 레코드가 발매한 미국의 재즈 피아니스트 허비 행콕의 서른다섯 번째 스튜디오 음반이다. 이 음반은 일렉트로펑크 시대에서 나온 그의 첫 번째 음반이자 인스트루멘탈 힙합의 초기 예였다. 참여 음악가로는 베이시스트 빌 라스웰 (공동 프로듀싱), 기타리스트 피트 코지, 드러머 슬라이 던바 등이 있다.

## 배경
이 음반의 대부분은 아방가르드 베이시스트이자 음반 프로듀서인 빌 라스웰과 키보디스트이자 프로듀서인 마이클 베인혼의 팀에 의해 처음 작곡되었고 1982년 그들의 그룹 머티리얼의 투어에서 연주되었다, 이 음반은 머티리얼의 《One Down》 음반(휘트니 휴스턴이 소프트 머신의 노래 〈Memories〉의 커버에서 리드 싱어였던 음반)의 후속 음반 녹음의 선구자로 사용되었다. 행콕은 그의 통상적인 재즈 퓨전 대신 포스트모던 방향으로 갈 이 녹음에 협력하는 데 접근되었다. 결과는 행콕의 이름으로 발매된 힙합 영향을 받은 음반으로, 행콕의 키보드 연주와 라스웰의 편곡, 그랜드 믹서 DXT의 턴테이블리즘을 결합했다.
1999년 재발매된 라이너 노트에 따르면, 라스웰이 음악 장비 가게에 스피커를 사러 갔을 때, 그는 〈Rockit〉과 〈Earth Beat〉의 데모를 재생하여 그것들을 테스트할 것을 주장했다. 그 노래들이 스피커를 통해 흘러나오는 동안, 지나가는 손님들은 그들이 들은 것을 좋아하고 음악에 맞춰 춤을 추었던 것 같다. 곧 후에 라스웰은 행콕에게 사건에 대해 알려주었으며 결국적으로 그에게 "우리는 여기에 좋은 것을 얻었다"라고 말하였다.
《Future Shock》는 행콕이 10년 전 커티스 메이필드 노래를 리메이크한 곡의 제목이다.
이 음반의 큰 히트곡인 〈Rockit〉은 그 시대의 가장 성공적인 뮤직 비디오 중 하나와 함께 했다. 10cc 명성의 고들리 & 크림이 연출한 이 영상에는 짐 휘팅이 만든 춤추는 로봇들이 등장해 음악의 박자에 맞춰 이리저리 움직이며 턴테이블을 긁고 있다. 행콕은 1984년 최고의 R&B 공연으로 그래미 어워드를 수상하는 것은 물론, MTV 뮤직 비디오 상을 여러 번 수상했다.
이 음반의 커버 아트는 데이비드 엠이 만든 작품에서 파생되었다.

## 곡 목록
모든 곡들은 특별한 언급이 없는 한 허비 행콕, 마이클 베인혼 그리고 빌 라스웰에 의해 작곡하였다.
| #  | 제목                                          | 작곡            | 재생 시간 |
| -- | --------------------------------------------- | --------------- | --------- |
| 1. | 〈Rockit〉                                    |                 | 5:25      |
| 2. | 〈Future Shock〉 (Feat. 드와이트 잭슨 주니어) | 커티스 메이필드 | 8:05      |
| 3. | 〈TFS〉                                       |                 | 5:47      |
| 4. | 〈Earth Beat〉                                |                 | 5:13      |
| 5. | 〈Autodrive〉                                 |                 | 6:27      |
| 6. | 〈Rough〉 (Feat. 라마 라이트)                 |                 | 6:58      |